# How Much Does Your Building Weigh, Mr Foster?
Pour plus de détails, voir Fiche technique et Distribution.
How Much Does Your Building Weigh, Mr Foster? est un documentaire de coproduction internationale réalisé par Carlos Carcas et Norberto López Amado, sorti en 2010.

## Synopsis
Le film s'intéresse à la vie de l'architecte Norman Foster.

## Fiche technique
- Titre : How Much Does Your Building Weigh, Mr Foster?
- Réalisation : Carlos Carcas et Norberto López Amado
- Scénario : Deyan Sudjic
- Musique : Joan Valent
- Photographie : Valentín Álvarez
- Montage : Paco Cózar
- Production : Patrick Carr et Elena Ochoa
- Société de production : Aiete-Ariane Films, Art Commissioners et Mandarin Films Distribution
- Société de distribution : Bodega Films (France)
- Pays de production :  Espagne,  États-Unis,  Royaume-Uni,  Allemagne,  Suisse,  France,  Chine et  Hong Kong
- Genre : documentaire
- Durée : 78 minutes
- Dates de sortie : 
  - Espagne : 8 octobre 2010
  - France : 16 mai 2012

## Accueil
Le film a reçu un accueil mitigé de la critique. Il obtient un score moyen de 51 % sur Metacritic.